# Сефиддешт
Сефидде́шт (перс. سفيددشت‎) — небольшой город на юго-западе Ирана, в провинции Чехармехаль и Бахтиария. Входит в состав шахрестана Боруджен.
На 2006 год население составляло 5 880 человек.

## География
Город находится на востоке Чехармехаля и Бахтиарии, в горной местности центрального Загроса, на высоте 2 134 метров над уровнем моря.
Сефиддешт расположен на расстоянии приблизительно 30 километров к юго-востоку от Шехре-Корда, административного центра провинции и на расстоянии 390 километров к югу от Тегерана, столицы страны.